# 托熱
托熱，是哈薩克汗國特權階層，是朮赤的後裔(正式是禿花帖木兒)，只有他們可出任汗國的可汗與速檀。
根據哈薩克汗國的成文法，殺害平民可通過賠償2000-3000隻羊抵罪，但殺害托熱的人要判死刑，這頭銜由父親傳給兒子。
根據19世紀末和20世紀初草原總督區的20個縣，全省有28000個托熱。
最有名的托熱是哈薩克人類學家喬罕·瓦里漢諾夫。
36%托熱的單倍群是C2(這基因被指與朮赤有關)。